# Lucio Mazzuoli
Lucio Mazzuoli (Città della Pieve, 27 dicembre 1838 – Gioiella, 18 ottobre 1923) è stato un ingegnere e geologo italiano.

## Biografia
Laureatosi all'École des Mines di Parigi nel 1859, si è formato come ingegnere minerario nelle cave di zolfo della Romagna, finché, nel 1866, è entrato nel Regio Corpo delle miniere, di cui sarà ispettore capo. Dal 1872 al 1877 viene inviato presso l'ispettorato di Agordo, dove ha diretto l'istituto minerario, succedendo al collega Nicola Pellati nella cattedra di mineralogia e geologia.
Trasferito in Liguria, dal 1880 al 1886 ha partecipato ai lavori del Comitato geologico per le rilevazioni cartografiche e stratigrafiche dell'area. In tal senso ha curato, insieme a Arturo Issel e a Domenico Zaccagna, la carta geologica relativa alle riviere liguri e alle Alpi Marittime, uscita nel 1887. Con lo stesso Issel, oltre ad alcune memorie su zone ofiolitiche della Liguria, ha redatto anche le note geologiche e mineralogiche della guida degli Appennini e delle Alpi Liguri, curata dalla sezione di Genova del Club Alpino Italiano nel 1892.
A fine secolo, trasferito a Roma, si è occupato prevalentemente dello studio di frane, gallerie e solfatare. Nel 1906 è stato eletto presidente della Società Geologica Italiana, che ha contribuito a fondare a Bologna nel 1881, seguendo il caso del suo coevo conterraneo e collega Antonio Verri. È morto ottantacinquenne, insignito della commenda dell'Ordine della Corona d'Italia, nella frazione Gioiella del comune di Castiglione del Lago.

## Opere principali
- Relazione degli studi fatti per un rilievo delle masse ofiolitiche nella riviera di Levante (Liguria), (insieme a A. Issel), Tip. Barbera, Roma 1881
- Sulla sovraposizione nella riviera di Ponente di una zona ofiolitica eocenica ad una formazione ofiolitica paleozoica, (insieme a  A. Issel),  Tip. Salvucci, Roma 1883.
- Appunti geologici sul giacimento cuprifero di Montecatini: Val di Cecina, s.e., Roma 1883.
- Le formazioni ofiolitiche della Valle del Penna nell'Appennino Ligure, s.e, Roma 1884
- Sul carbonifero della Liguria occidentale, Tip. Nazionale, Roma 1887.
- Sul modo di formazione dei conglomerati miocenici dell'Appennino Ligure, Tip. Nazionale, Roma 1888.
- Sui combustibili fossili importati in Italia, Tip. Eredi Botta, Roma 1889.
- Le argille scagliose nella galleria di Pratolino presso Firenze, Tip. Nazionale, Roma 1890.
- Nuove osservazioni sulle formazioni ofiolitiche della riviera di Levante in Liguria, Tip. Nazionale, Roma 1892.